# Saltos ornamentais no Campeonato Mundial de Esportes Aquáticos de 2024 - Trampolim 3 m sincronizado misto

A prova do trampolim 3 m sincronizado misto dos saltos ornamentais no Campeonato Mundial de Esportes Aquáticos de 2024 foi realizada no dia 10 de fevereiro de 2024 em Doha, no Catar.

## Cronograma
Todos os horários estão na hora local (UTC+3).
| Data            | Hora  | Evento |
| --------------- | ----- | ------ |
| 10 de fevereiro | 13:32 | Final  |

## Formato da competição
A competição consiste em apenas uma rodada final, a equipe com melhor pontuação garante a medalha de ouro.

## Medalhistas
| Ouro                                           | Prata                                      | Bronze                                |
| Austrália · Domonic Bedggood · Maddison Keeney | Itália · Matteo Santoro · Chiara Pellacani | Coreia do Sul Yi Jae-gyeong Kim Su-ji |

## Resultados
A final foi realizado no dia 10 de fevereiro às 13:32.
| Pos.              | Nacionalidade        | Saltadores                                    |        |
| Pos.              | Nacionalidade        | Saltadores                                    | Pontos |
| ----------------- | -------------------- | --------------------------------------------- | ------ |
| Medalha de ouro   | Austrália            | Domonic Bedggood Maddison Keeney              | 300.93 |
| Medalha de prata  | Itália               | Matteo Santoro Chiara Pellacani               | 287.49 |
| Medalha de bronze | Coreia do Sul        | Yi Jae-gyeong Kim Su-ji                       | 285.03 |
| 4                 | Grã-Bretanha         | Ross Haslam Grace Reid                        | 278.28 |
| 5                 | México               | Jahir Ocampo Paola Pineda                     | 275.31 |
| 6                 | Suécia               | Elias Petersen Emilia Nilsson Garip           | 267.39 |
| 7                 | Estados Unidos       | Noah Duperre Bridget O'Neil                   | 262.17 |
| 8                 | França               | Gwendal Bisch Naïs Gillet                     | 260.85 |
| 9                 | Alemanha             | Alexander Lube Jana Rother                    | 257.64 |
| 10                | Nova Zelândia        | Liam Stone Elizabeth Roussel                  | 252.66 |
| 11                | Polónia              | Kacper Lesiak Aleksandra Błażowska            | 252.30 |
| 12                | Irlanda              | Jake Passmore Clare Cryan                     | 249.12 |
| 13                | Ucrânia              | Kyrylo Azarov Hanna Pysmenska                 | 235.50 |
| 14                | Indonésia            | Andriyan Andriyan Gladies Lariesa Garina Haga | 207.00 |
| 15                | República Dominicana | José Calderón Victoria Garza                  | 198.12 |
| 16                | Geórgia              | Giorgi Tsulukidze Tekle Sharia                | 198.72 |
| 17                | Macau                | He Heung Wing Zhao Hang U                     | 166.17 |